# Whiteochloa
Genre
Whiteochloa est un genre de plantes monocotylédones de la famille des Poaceae, sous-famille des Panicoideae, originaire d'Asie et d'Australie, qui comprend six espèces.

## Liste d'espèces
Selon The Plant List (14 décembre 2017) :
- Whiteochloa airoides (R.Br.) Lazarides
- Whiteochloa biciliata Lazarides
- Whiteochloa capillipes (Benth.) Lazarides
- Whiteochloa cymbiformis (Hughes) B.K.Simon
- Whiteochloa multiciliata Lazarides
- Whiteochloa semitonsa (F.Muell. ex Benth.) C.E.Hubb.